# Willi Richt
Willi Richt (* 9. September 1912; † unbekannt) war ein deutscher Fußballspieler.

## Laufbahn
Richt, der auf der Position des linken Läufers und des Mittelläufers eingesetzt wurde, spielte bis zur Runde 1936/37 für die SpVgg Cannstatt. Mit Cannstatt war er 1934/35 in die Gauliga Württemberg aufgestiegen. Zwischen 1937 und 1947 war Richt für den VfB Stuttgart aktiv. In seiner ersten Saison beim VfB, 1937/38, gewann er die Meisterschaft in Württemberg und zog damit in die Endrunde um die deutsche Meisterschaft ein. Dort absolvierte er alle sechs Gruppenspiele gegen den BC Hartha, Fortuna Düsseldorf und Vorwärts Rasensport Gleiwitz. Der VfB belegte in der Endrunde den dritten Rang. Von 1939 bis 1942 folgten vier Vizemeisterschaften, ehe 1943 der zweite Titelgewinn glückte. Da war aber nach der 0:3-Heimniederlage gegen den süddeutschen Rivalen TSV 1860 München die Endrunde bereits nach einem Spiel beendet. Er absolvierte sieben Partien für den VfB in Endrunden um die Deutsche Meisterschaft. Er spielte mehrmals an der Seite der Stuttgarter Kicker-Stars Edmund Conen und Albert Sing in der württembergischen Gau-Auswahl. In der Oberliga Süd kam Richt nach dem Zweiten Weltkrieg mit dem VfB auf insgesamt 53 Spiele. Willi Richt gehört -26 Ligaspiele- der VfB-Mannschaft der Runde 1945/46 an, die durch den 1:0-Erfolg am 23. Juni 1946 in der Oberliga Süd gegen den 1. FC Nürnberg am letzten Spieltag den ersten Oberligatitel erringen konnte. Trainer war Fritz Teufel und Robert Schlienz gewann die Torschützenkrone mit 42 Treffern. Im Sommer 1947 beendete er seine Spielerlaufbahn und übernahm als Trainer die TSG Oehringen. 1953 wurde Richt Trainer bei den Sportfreunden Esslingen.